# یواس‌اس پورتسموث (۱۷۹۸)
یواس‌اس پورتسموث (۱۷۹۸) (به انگلیسی: USS Portsmouth (1798)) یک کشتی بود. این کشتی در سال ۱۷۹۸ ساخته شد.